# Инвестиционный банк
Инвестиционный банк (англ. Investment bank) — финансовый институт, который организует для крупных компаний и правительств привлечение капитала на мировых финансовых рынках, а также оказывает консультационные услуги при покупке и продаже бизнеса, брокерские услуги, являясь ведущим посредником при торговле акциями и облигациями, производными финансовыми инструментами, валютами и сырьевыми товарами, а также выпускает аналитические отчеты по всем рынкам, на которых он оперирует.
Банки США были разделены на коммерческие и инвестиционные в 1930-е годы из-за Великой депрессии. Однако в 1999 году Закон Гласса-Стиголла был отменен, и коммерческие банки вновь получили право заниматься инвестиционными банковскими услугами.
Ситуация начала меняться в связи с кризисом 2007—2009 годов: многие страны, в том числе Великобритания и США, обсуждают вопросы отделения инвестиционно-банковской деятельности от коммерческого банкинга.

## Виды деятельности
Для типичного инвестиционного банка характерны следующие функции:
- Андеррайтинг и Торговля ценными бумагами;
- Предложение брокерских услуг частным и институциональным инвесторам;
- Услуги по слияниям и поглощениям;
- Финансовая аналитика и исследования;
- Маркетмейкеры для отдельных видов ценных бумаг.

## Слияния и поглощения
Слияния и поглощения для инвестиционного банка, работающего в стране с развитым финансовым рынком, достаточно часто становятся основной сферой получения доходa. Многие российские предприятия и финансовые группы ещё не вышли на тот уровень развития, когда появляется потребность в услугах инвестиционного банка по проведению слияний и поглощений. В российских условиях под слияниями и поглощениями часто понимают операции с крупными пакетами акций. Однако деятельность по покупке и продаже отдельных предприятий не тождественна слияниям и поглощениям.
Деятельность инвестиционного банка при проведении слияний и поглощений может быть подразделена на следующие составляющие:
- консалтинговая деятельность по определению оптимального варианта реструктурирования бизнеса;
- привлечение финансовых ресурсов для осуществления слияний и поглощений;
- аккумулирование на рынке крупных пакетов акций по заказу клиента (покупка крупных пакетов), продажа крупных пакетов;
- реструктуризация отдельной компании и продажа её частей;
- выработка и осуществление эффективной защиты клиента от поглощения.

## Торговля ценными бумагами
Данный вид деятельности определен, как внешний ввиду возможности непосредственно продавать брокерские услуги, то есть услуги по покупке и продаже ценных бумаг.
В то же время деятельность по торговле ценными бумагами также осуществляется как инструмент обеспечения инвестиционной банковской деятельности (продажи размещаемых ценных бумаг) и деятельности по управлению активами (покупки и продажи ценных бумаг в процессе реструктуризации портфеля ценных бумаг). При этом на развитых финансовых рынках под торговлей ценными бумагами понимается не просто процесс заключения сделок купли/продажи ценных бумаг, а осуществление сложных торговых и арбитражных стратегий, состоящих как из множества простых сделок купли/продажи, так из более сложных сделок.
В России сегодня торговля ценными бумагами означает почти всегда не связанные между собой сделки купли/продажи, и лишь изредка крупные институты применяют более сложные сделки.
Организация торговли ценными бумагами в рамках инвестиционного банка или крупной инвестиционной компании — отдельная сфера бизнеса и науки, имеющая свои сложные закономерности и технологии. Это вид деятельности, который осваивается участниками рынка в первую очередь. В большинстве случаев крупные российские участники рынка имеют достаточно высокотехнологичные подразделения, занимающиеся торговыми операциями с ценными бумагами.

## Финансовая аналитика и исследования
Одним из видов деятельности инвестиционных банков, является предоставление финансовой аналитики по ценным бумагам, которыми торгует банк.
Эта деятельность сама по себе, как правило, не приносит прибыли. Напротив, она стала одной из наиболее затратных в инвестиционных банках. Поэтому данный вид деятельности можно классифицировать как промежуточный между внешними и внутренними видами деятельности инвестиционного банка.
Для выполнения внешних видов деятельности инвестиционный банк развивает также внутренние виды деятельности, обеспечивающие нормальные условия функционирования для тех подразделений, которые осуществляют внешнюю деятельность и приносят прибыль.
К наиболее крупным статьям дохода инвестиционного банка следует отнести
доход от предоставления услуг по привлечению финансирования.
Тем самым возникает конфликт интересов между аналитическими и осуществляющими внешнюю деятельность подразделением банков.
В США получили значительную поддержку независимые аналитические агентства. Благодаря новым требованиям, по которым инвестиционные банки, помимо собственных аналитических отчетов, должны предоставлять своим клиентам независимую аналитику.